# Grossweberbach
Der Grossweberbach ist der etwa 5,5 km lange rechte und östliche Quellbach des Weberbaches.

## Verlauf
Der Grossweberbach entspringt in den Hoch-Ardennen aus zwei Quellbächen in dem Waldgebiet Ommerscheid. Nach der Vereinigung der beiden Quellbäche fließt er zunächst in südöstlicher Richtung. Er fließt östlich am Wahlerberg und westlich an Herresbach vorbei. Bei Rauenbusch wechselt er seiner Richtung nach Süden. Er umfließt den Hahnenberg vom Westen und vereinigt sich schließlich bei Waldecho mit dem Kleinweberbach zum Weberbach.

## Biosphäre

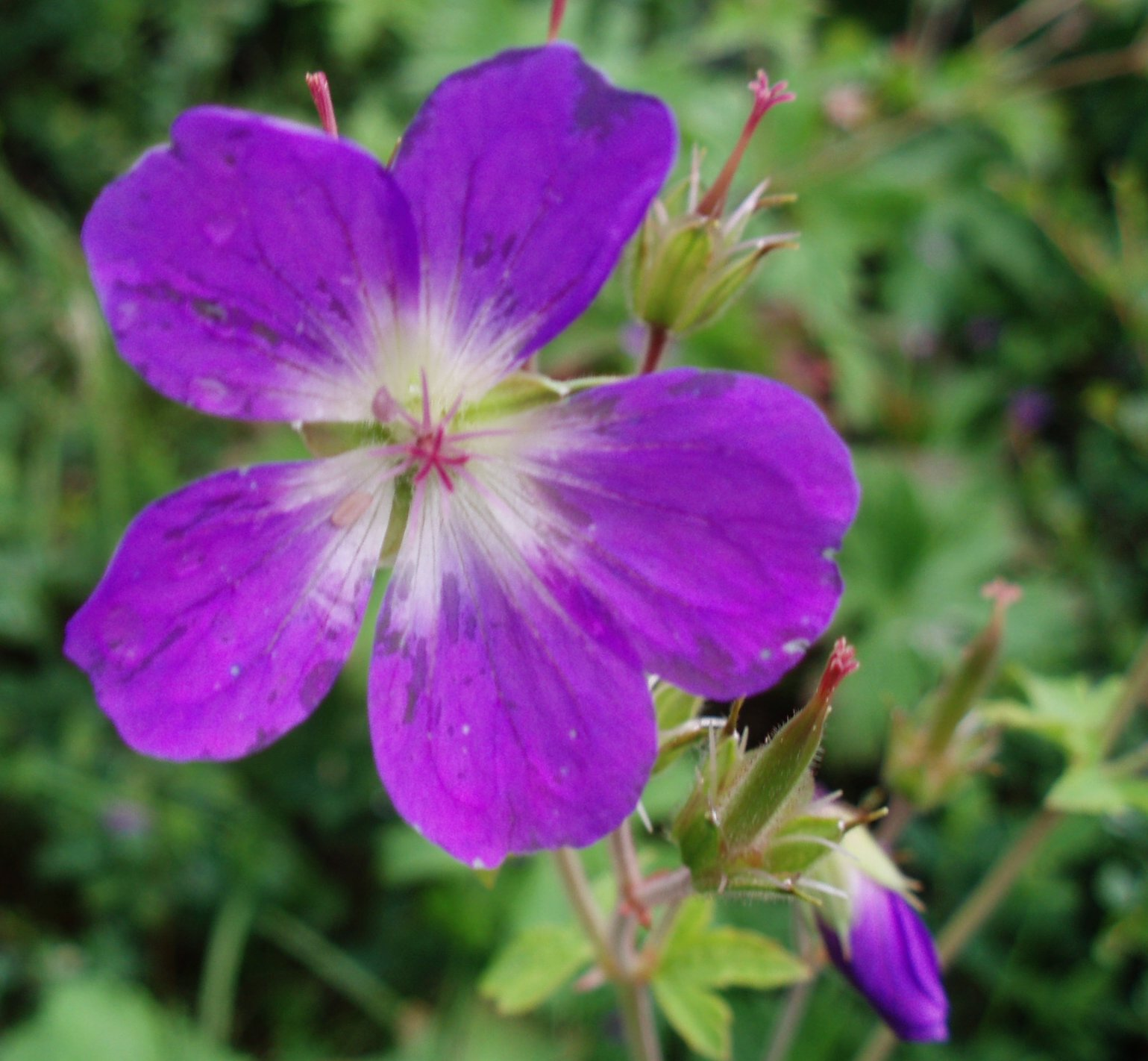
Wald-Storchschnabel

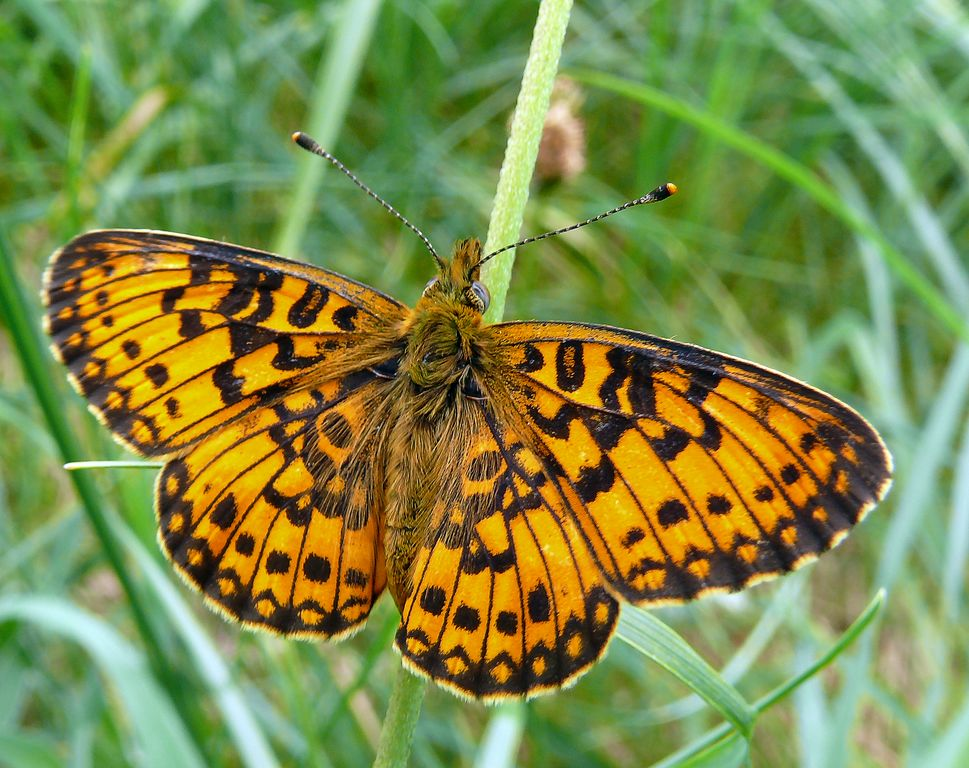
Braunfleckiger Perlmuttfalter

Der größte Teil des Grossweberbachtales ist als Naturschutzgebiet ausgewiesen. Es finden sich dort große Bestände an Buchenwäldern und biologisch wertvollen Feuchtwiesen. In diesem hochwertigen Biotop sind viele seltene und geschützte Tier- und Pflanzenarten zu finden.

### Flora
Von den geschützten Pflanzenarten sind die Arnika, die Schwarze Flockenblume, das Sumpfblutauge, das Gefleckte, und das Breitblättrige Knabenkraut, sowie der Echte Seidelbast, das Schmalblättrige Wollgras, der Wald-Storchschnabel, der Gemeine Wacholder, der Fieberklee, der Bärwurz, das Knöterich-Laichkraut, der Große Wiesenknopf und das Sumpf-Veilchen zu erwähnen.

### Fauna
In den Wäldern und Auen des Tales leben Habicht, Sperber, Rotmilan, Raufußkauz, Baumpieper, Schwarzstorch, Schwarzspecht, Neuntöter, Nördlicher Raubwürger und Waldschnepfe. Auch den Feuersalamander, den Bergmolch und den Fadenmolch kann man dort finden. An geschützten Schmetterlingen sind der Mädesüß- und der Braunfleckige Perlmuttfalter sowie der Blauschillernder Feuerfalter und der Randring-Perlmuttfalter zu nennen.